# Liste der Nummer-eins-Hits in Schweden (2024)
Dies ist eine Liste der Nummer-eins-Hits in Schweden im Jahr 2024. Sie basiert auf den offiziellen Single Top 100 und Album Top 60, die im Auftrag der Grammofon Leverantörernas Förening (GLF), einem schwedischen Vertreter der IFPI, erstellt werden.

## Singles
| ← 2023 ← | Liste der Nummer-eins-Hits in Schweden | Liste der Nummer-eins-Hits in Schweden | Liste der Nummer-eins-Hits in Schweden                                                                                             | 2025 → |
| \| Zeitraum \| Wo. ges. \| Interpret \| Titel Autor(en) \| Zusätzliche Informationen \| \| (Zeitraum, Wochen auf Platz eins, Interpret, Titel, Autor[en], zusätzliche Informationen) \| \| \| \| \| \| ----------------------------------------------------------------------------------------- \| -------- \| ----------------------------- \| ---------------------------------------------------------------------------------------------------------------------------------- \| ---------------------------------------------------------------------------------------------------------------------------------------------------------------------------------------- \| \| 1. Woche 1 Woche \| 1 \| Bolaget feat. Victor Leksell \| Låt mig va Adam Leif Bergestål, Gustav Willem Jørgensen, Oliver Lars Theo Norqvist, William Ahlborg, Victor Lars Andreas Leksell \| – \| \| 2.–3. Woche 2 Wochen \| 2 \| C. Gambino \| Svar Karar Ali Salem Ramadan, Dido Florian Cloud de Bounevialle O’Malley Armstrong, Oscar Carl Ludvig Karlsson, Paul Philip Herman \| Thank You von Dido verhalf als Sample 2000 Eminem zu einem Welthit (Stan), die schwedische Rapversion des Lieds bringt C. Gambino seinen zweiten Nummer-eins-Hit \| \| 4. Woche 1 Woche (insgesamt 3) \| 3 \| Owen & Asme \| Lean & Sprite Rami Hassen, Asmerom Tsigabu, Owen Carl Raymond Gaye \| Nach dem Top-5-Hit Dirty von 2022 bringt die zweite Chartkollaboration für beide Rapper die erste Nummer-1-Singleplatzierung. In den Albumcharts standen beide solo schon an der Spitze. \| \| 5. Woche 1 Woche \| 1 \| Benjamin Ingrosso \| Kite Salem Lars Al Fakir, Vincent Fred Pontare, Anya Louise Jones, Jonathan Christopher Shave, Benjamin Daniele Wahlgren Ingrosso \| Der 12. Top-10-Hit ist nach 2020 der 2. Nummer-eins-Hit für den ehemaligen ESC-Sänger. \| \| 6.–7. Woche 2 Wochen (insgesamt 3) \| 3 \| Owen & Asme \| Lean & Sprite Rami Hassen, Asmerom Tsigabu, Owen Carl Raymond Gaye \| – \| \| 8.–10. Woche 3 Wochen \| 3 \| Fröken Snusk \| Unga & fria Fröken Snusk, Sara Kristina Ryan \| Fröken Snusk trat mit dem Song beim Melodifestivalen 2024 an. Ohne sich für das Finale qualifizieren zu können, erzielte sie mit dem Lied einen Nummer-eins-Hit. \| \| 11. Woche 1 Woche \| 1 \| Marcus & Martinus \| Unforgettable Joy Neil Mitro Deb, Linnéa Mary Hansdotter Deb, Marcus Gunnarsen, Martinus Gunnarsen, Jimmy Paul Thörnfeldt \| Die norwegischen Zwillinge übernehmen mit ihrem Siegertitel vom Melodifestivalen Platz 1 und sind Vertreter Schwedens beim Eurovision Song Contest. \| \| 12. Woche 1 Woche \| 1 \| Medina \| Que sera Anderz Wrethov, Peter Lars Boström, Ali Jammali, Sami Daniel Rekik, Jimmy Paul Thörnfeldt \| Den Zweitplatzierten des Melodifestivalen gelingt nach dem Sieger auch noch der Sprung an die Chartspitze. Nach zwei 2. Plätzen ist es der erste Platz 1 für die beiden Hip-Hop-Musiker. \| \| 13.–16. Woche 4 Wochen \| 4 \| Hooja feat. Miriam Bryant \| Vem fan e du? Andreas Werling, Joakim Lithner, Markus Mattsby, Miriam Melanie Bryant \| – \| \| 17. Woche 1 Woche \| 1 \| Artemas \| I Like the Way You Kiss Me Artemas Diamandis, Jesse Finkelstein, Kevin Clark White, Toby James Daintree \| – \| \| 18.–23. Woche 6 Wochen (insgesamt 12) \| 12 \| Shaboozey \| A Bar Song (Tipsy) Chibueze Collins Obinna, Nevin Sastry, Sean Cook, Jerrel C. Jones, Joe Anthony Kent, Mark Allen Williams \| – \| \| 24. Woche 1 Woche \| 1 \| C. Gambino \| Sista gång Karar Ali Salem Ramadan, Oscar Carl Ludvig Karlsson \| C. Gambino veröffentlichte das Lied nur vier Tage, bevor er in Göteborg erschossen wurde.[1] Sista gång wurde daraufhin zu einem Nummer-eins-Hit. \| \| 25.–26. Woche 2 Wochen \| 2 \| Benjamin Ingrosso \| Look Who’s Laughing Now Jessica Agombar, Benjamin Daniele Wahlgren Ingrosso, David Alexander Stewart \| – \| \| 27.–32. Woche 6 Wochen (insgesamt 12) \| 12 \| Shaboozey \| A Bar Song (Tipsy) Chibueze Collins Obinna, Nevin Sastry, Sean Cook, Jerrel C. Jones, Joe Anthony Kent, Mark Allen Williams \| – \| \| 33.–35. Woche 3 Wochen \| 3 \| Miriam Bryant \| Regnblöta skor Elias Jonatan Kapari, Miriam Melanie Bryant, David Eric Jonatan Landolf, Erik Herbert Emanuel Munkhammar \| – \| \| 36.–38. Woche 3 Wochen \| 3 \| Sarettii \| I Might Rami Hassen, Shahrad Afsharipour, Adam Yohannes Wolde-Senbet \| – \| \| 39.–41. Woche 3 Wochen (insgesamt 6) \| 6 \| Molly Sandén & Victor Leksell \| Lost and Found Niklas Gustav Carson Mattson, Axel Liden, Molly My Marianne Sandén, Viktor Alexander Thell \| – \| \| 42.–44. Woche 3 Wochen \| 3 \| Yasin \| Cecilia Lind Kaylin Amos Payne, Yasin Abdullahi Mahamoud \| – \| \| 45.–47. Woche 3 Wochen (insgesamt 6) \| 6 \| Molly Sandén & Victor Leksell \| Lost and Found Niklas Gustav Carson-Mattson, Axel Liden, Molly My Marianne Sandén, Viktor Alexander Thell \| – \| \| 48.–52. Woche 5 Wochen (insgesamt 17) \| 17 \| Wham! \| Last Christmas George Michael \| – \| |                                        |                                        | | |
| ← 2023 |                                        |                                        | | → 2025 → |
| Zeitraum | Wo. ges.                               | Interpret                              | Titel Autor(en) | Zusätzliche Informationen |
| (Zeitraum, Wochen auf Platz eins, Interpret, Titel, Autor[en], zusätzliche Informationen) |                                        |                                        | | |
| 1. Woche 1 Woche | 1                                      | Bolaget feat. Victor Leksell           | Låt mig va Adam Leif Bergestål, Gustav Willem Jørgensen, Oliver Lars Theo Norqvist, William Ahlborg, Victor Lars Andreas Leksell   | – |
| 2.–3. Woche 2 Wochen | 2                                      | C. Gambino                             | Svar Karar Ali Salem Ramadan, Dido Florian Cloud de Bounevialle O’Malley Armstrong, Oscar Carl Ludvig Karlsson, Paul Philip Herman | Thank You von Dido verhalf als Sample 2000 Eminem zu einem Welthit (Stan), die schwedische Rapversion des Lieds bringt C. Gambino seinen zweiten Nummer-eins-Hit                         |
| 4. Woche 1 Woche (insgesamt 3) | 3                                      | Owen & Asme                            | Lean & Sprite Rami Hassen, Asmerom Tsigabu, Owen Carl Raymond Gaye                                                                 | Nach dem Top-5-Hit Dirty von 2022 bringt die zweite Chartkollaboration für beide Rapper die erste Nummer-1-Singleplatzierung. In den Albumcharts standen beide solo schon an der Spitze. |
| 5. Woche 1 Woche | 1                                      | Benjamin Ingrosso                      | Kite Salem Lars Al Fakir, Vincent Fred Pontare, Anya Louise Jones, Jonathan Christopher Shave, Benjamin Daniele Wahlgren Ingrosso  | Der 12. Top-10-Hit ist nach 2020 der 2. Nummer-eins-Hit für den ehemaligen ESC-Sänger.                                                                                                   |
| 6.–7. Woche 2 Wochen (insgesamt 3) | 3                                      | Owen & Asme                            | Lean & Sprite Rami Hassen, Asmerom Tsigabu, Owen Carl Raymond Gaye                                                                 | – |
| 8.–10. Woche 3 Wochen | 3                                      | Fröken Snusk                           | Unga & fria Fröken Snusk, Sara Kristina Ryan                                                                                       | Fröken Snusk trat mit dem Song beim Melodifestivalen 2024 an. Ohne sich für das Finale qualifizieren zu können, erzielte sie mit dem Lied einen Nummer-eins-Hit.                         |
| 11. Woche 1 Woche | 1                                      | Marcus & Martinus                      | Unforgettable Joy Neil Mitro Deb, Linnéa Mary Hansdotter Deb, Marcus Gunnarsen, Martinus Gunnarsen, Jimmy Paul Thörnfeldt          | Die norwegischen Zwillinge übernehmen mit ihrem Siegertitel vom Melodifestivalen Platz 1 und sind Vertreter Schwedens beim Eurovision Song Contest.                                      |
| 12. Woche 1 Woche | 1                                      | Medina                                 | Que sera Anderz Wrethov, Peter Lars Boström, Ali Jammali, Sami Daniel Rekik, Jimmy Paul Thörnfeldt                                 | Den Zweitplatzierten des Melodifestivalen gelingt nach dem Sieger auch noch der Sprung an die Chartspitze. Nach zwei 2. Plätzen ist es der erste Platz 1 für die beiden Hip-Hop-Musiker. |
| 13.–16. Woche 4 Wochen | 4                                      | Hooja feat. Miriam Bryant              | Vem fan e du? Andreas Werling, Joakim Lithner, Markus Mattsby, Miriam Melanie Bryant                                               | – |
| 17. Woche 1 Woche | 1                                      | Artemas                                | I Like the Way You Kiss Me Artemas Diamandis, Jesse Finkelstein, Kevin Clark White, Toby James Daintree                            | – |
| 18.–23. Woche 6 Wochen (insgesamt 12) | 12                                     | Shaboozey                              | A Bar Song (Tipsy) Chibueze Collins Obinna, Nevin Sastry, Sean Cook, Jerrel C. Jones, Joe Anthony Kent, Mark Allen Williams        | – |
| 24. Woche 1 Woche | 1                                      | C. Gambino                             | Sista gång Karar Ali Salem Ramadan, Oscar Carl Ludvig Karlsson                                                                     | C. Gambino veröffentlichte das Lied nur vier Tage, bevor er in Göteborg erschossen wurde. Sista gång wurde daraufhin zu einem Nummer-eins-Hit.                                           |
| 25.–26. Woche 2 Wochen | 2                                      | Benjamin Ingrosso                      | Look Who’s Laughing Now Jessica Agombar, Benjamin Daniele Wahlgren Ingrosso, David Alexander Stewart                               | – |
| 27.–32. Woche 6 Wochen (insgesamt 12) | 12                                     | Shaboozey                              | A Bar Song (Tipsy) Chibueze Collins Obinna, Nevin Sastry, Sean Cook, Jerrel C. Jones, Joe Anthony Kent, Mark Allen Williams        | – |
| 33.–35. Woche 3 Wochen | 3                                      | Miriam Bryant                          | Regnblöta skor Elias Jonatan Kapari, Miriam Melanie Bryant, David Eric Jonatan Landolf, Erik Herbert Emanuel Munkhammar            | – |
| 36.–38. Woche 3 Wochen | 3                                      | Sarettii                               | I Might Rami Hassen, Shahrad Afsharipour, Adam Yohannes Wolde-Senbet                                                               | – |
| 39.–41. Woche 3 Wochen (insgesamt 6) | 6                                      | Molly Sandén & Victor Leksell          | Lost and Found Niklas Gustav Carson Mattson, Axel Liden, Molly My Marianne Sandén, Viktor Alexander Thell                          | – |
| 42.–44. Woche 3 Wochen | 3                                      | Yasin                                  | Cecilia Lind Kaylin Amos Payne, Yasin Abdullahi Mahamoud                                                                           | – |
| 45.–47. Woche 3 Wochen (insgesamt 6) | 6                                      | Molly Sandén & Victor Leksell          | Lost and Found Niklas Gustav Carson-Mattson, Axel Liden, Molly My Marianne Sandén, Viktor Alexander Thell                          | – |
| 48.–52. Woche 5 Wochen (insgesamt 17) | 17                                     | Wham!                                  | Last Christmas George Michael | – |

## Alben
| ← 2023 ← | Liste der Nummer-eins-Hits in Schweden | Liste der Nummer-eins-Hits in Schweden | Liste der Nummer-eins-Hits in Schweden                  | 2025 → |
| \| Zeitraum \| Wo. ges. \| Interpret \| Titel \| Zusätzliche Informationen \| \| (Zeitraum, Wochen auf Platz eins, Interpret, Titel, zusätzliche Informationen) \| \| \| \| \| \| ------------------------------------------------------------------------------ \| -------- \| ----------------- \| ------------------------------------------------------- \| ------------------------------------------------------------------------------------------------------------ \| \| 1. Woche 1 Woche (insgesamt 45) \| 45 \| Humlan Djojj \| Somna med Humlan Djojj \| – \| \| 2.–3. Woche 2 Wochen (insgesamt 5) \| 5 \| C. Gambino \| In Memory of Some Stand Up Guys \| – \| \| 4. Woche 1 Woche (insgesamt 2) \| 2 \| Victor Leksell \| Tid & tro \| – \| \| 5. Woche 1 Woche (insgesamt 5) \| 5 \| C. Gambino \| In Memory of Some Stand Up Guys \| – \| \| 6. Woche 1 Woche (insgesamt 2) \| 2 \| Victor Leksell \| Tid & tro \| – \| \| 7.–8. Woche 2 Wochen \| 2 \| Ant Wan \| For Those Who Believed \| – \| \| 9. Woche 1 Woche (insgesamt 45) \| 45 \| Humlan Djojj \| Somna med Humlan Djojj \| – \| \| 10. Woche 1 Woche \| 1 \| Bruce Dickinson \| The Mandrake Project \| – \| \| 11. Woche 1 Woche \| 1 \| Judas Priest \| Invincible Shield \| – \| \| 12. Woche 1 Woche (insgesamt 45) \| 45 \| Humlan Djojj \| Somna med Humlan Djojj \| – \| \| 13. Woche 1 Woche (insgesamt 5) \| 5 \| C. Gambino \| In Memory of Some Stand Up Guys \| – \| \| 14. Woche 1 Woche \| 1 \| Beyoncé \| Cowboy Carter \| – \| \| 15.–16. Woche 2 Wochen (insgesamt 45) \| 45 \| Humlan Djojj \| Somna med Humlan Djojj \| – \| \| 17.–19. Woche 3 Wochen \| 3 \| Taylor Swift \| The Tortured Poets Department \| – \| \| 20. Woche 1 Woche \| 1 \| Hov1 \| Jag önskar jag brydde mig mer \| – \| \| 21.–23. Woche 3 Wochen (insgesamt 7) \| 7 \| Billie Eilish \| Hit Me Hard and Soft \| – \| \| 24. Woche 1 Woche (insgesamt 5) \| 5 \| C. Gambino \| In Memory of Some Stand Up Guys \| – \| \| 25.–28. Woche 4 Wochen (insgesamt 7) \| 7 \| Billie Eilish \| Hit Me Hard and Soft \| – \| \| 29. Woche 1 Woche \| 1 \| Eminem \| The Death of Slim Shady (Coup de Grâce) \| – \| \| 30. Woche 1 Woche \| 1 \| Deep Purple \| =1 \| – \| \| 31. Woche 1 Woche \| 1 \| Ghost \| Rite Here Rite Now (Original Motion Picture Soundtrack) \| Mit dem Soundtrack zu ihrem Konzertfilm Rite Here Rite Now erreichten Ghost zum sechsten Mal die Chartspitze \| \| 32. Woche 1 Woche (insgesamt 45) \| 45 \| Humlan Djojj \| Somna med Humlan Djojj \| – \| \| 33. Woche 1 Woche \| 1 \| HammerFall \| Avenge the Fallen \| – \| \| 34. Woche 1 Woche (insgesamt 45) \| 45 \| Humlan Djojj \| Somna med Humlan Djojj \| – \| \| 35. Woche 1 Woche \| 1 \| Ant Wan \| Wanderland \| – \| \| 36.–38. Woche 3 Wochen \| 3 \| Hov1 \| … men det gör jag egentligen \| – \| \| 39.–40. Woche 2 Wochen (insgesamt 45) \| 45 \| Humlan Djojj \| Somna med Humlan Djojj \| – \| \| 41. Woche 1 Woche \| 1 \| Coldplay \| Moon Music \| – \| \| 42. Woche 1 Woche (insgesamt 45) \| 45 \| Humlan Djojj \| Somna med Humlan Djojj \| – \| \| 43. Woche 1 Woche \| 1 \| Thåström \| Somliga av oss \| – \| \| 44. Woche 1 Woche \| 1 \| Benjamin Ingrosso \| Pink Velvet Theatre \| – \| \| 45. Woche 1 Woche \| 1 \| The Cure \| Songs of a Lost World \| – \| \| 46. Woche 1 Woche (insgesamt 45) \| 45 \| Humlan Djojj \| Somna med Humlan Djojj \| – \| \| 47. Woche 1 Woche \| 1 \| Jireel \| Yemaya \| – \| \| 48. Woche 1 Woche \| 1 \| Kendrick Lamar \| GNX \| – \| \| 49.–51. Woche 3 Wochen (insgesamt 45) \| 45 \| Humlan Djojj \| Somna med Humlan Djojj \| – \| \| 52. Woche 1 Woche (insgesamt 6) \| 6 \| Michael Bublé \| Christmas \| – \| |                                        |                                        |                                                         | |
| ← 2023 |                                        |                                        |                                                         | → 2025 → |
| Zeitraum | Wo. ges.                               | Interpret                              | Titel                                                   | Zusätzliche Informationen                                                                                    |
| (Zeitraum, Wochen auf Platz eins, Interpret, Titel, zusätzliche Informationen) |                                        |                                        |                                                         | |
| 1. Woche 1 Woche (insgesamt 45) | 45                                     | Humlan Djojj                           | Somna med Humlan Djojj                                  | – |
| 2.–3. Woche 2 Wochen (insgesamt 5) | 5                                      | C. Gambino                             | In Memory of Some Stand Up Guys                         | – |
| 4. Woche 1 Woche (insgesamt 2) | 2                                      | Victor Leksell                         | Tid & tro                                               | – |
| 5. Woche 1 Woche (insgesamt 5) | 5                                      | C. Gambino                             | In Memory of Some Stand Up Guys                         | – |
| 6. Woche 1 Woche (insgesamt 2) | 2                                      | Victor Leksell                         | Tid & tro                                               | – |
| 7.–8. Woche 2 Wochen | 2                                      | Ant Wan                                | For Those Who Believed                                  | – |
| 9. Woche 1 Woche (insgesamt 45) | 45                                     | Humlan Djojj                           | Somna med Humlan Djojj                                  | – |
| 10. Woche 1 Woche | 1                                      | Bruce Dickinson                        | The Mandrake Project                                    | – |
| 11. Woche 1 Woche | 1                                      | Judas Priest                           | Invincible Shield                                       | – |
| 12. Woche 1 Woche (insgesamt 45) | 45                                     | Humlan Djojj                           | Somna med Humlan Djojj                                  | – |
| 13. Woche 1 Woche (insgesamt 5) | 5                                      | C. Gambino                             | In Memory of Some Stand Up Guys                         | – |
| 14. Woche 1 Woche | 1                                      | Beyoncé                                | Cowboy Carter                                           | – |
| 15.–16. Woche 2 Wochen (insgesamt 45) | 45                                     | Humlan Djojj                           | Somna med Humlan Djojj                                  | – |
| 17.–19. Woche 3 Wochen | 3                                      | Taylor Swift                           | The Tortured Poets Department                           | – |
| 20. Woche 1 Woche | 1                                      | Hov1                                   | Jag önskar jag brydde mig mer                           | – |
| 21.–23. Woche 3 Wochen (insgesamt 7) | 7                                      | Billie Eilish                          | Hit Me Hard and Soft                                    | – |
| 24. Woche 1 Woche (insgesamt 5) | 5                                      | C. Gambino                             | In Memory of Some Stand Up Guys                         | – |
| 25.–28. Woche 4 Wochen (insgesamt 7) | 7                                      | Billie Eilish                          | Hit Me Hard and Soft                                    | – |
| 29. Woche 1 Woche | 1                                      | Eminem                                 | The Death of Slim Shady (Coup de Grâce)                 | – |
| 30. Woche 1 Woche | 1                                      | Deep Purple                            | =1                                                      | – |
| 31. Woche 1 Woche | 1                                      | Ghost                                  | Rite Here Rite Now (Original Motion Picture Soundtrack) | Mit dem Soundtrack zu ihrem Konzertfilm Rite Here Rite Now erreichten Ghost zum sechsten Mal die Chartspitze |
| 32. Woche 1 Woche (insgesamt 45) | 45                                     | Humlan Djojj                           | Somna med Humlan Djojj                                  | – |
| 33. Woche 1 Woche | 1                                      | HammerFall                             | Avenge the Fallen                                       | – |
| 34. Woche 1 Woche (insgesamt 45) | 45                                     | Humlan Djojj                           | Somna med Humlan Djojj                                  | – |
| 35. Woche 1 Woche | 1                                      | Ant Wan                                | Wanderland                                              | – |
| 36.–38. Woche 3 Wochen | 3                                      | Hov1                                   | … men det gör jag egentligen                            | – |
| 39.–40. Woche 2 Wochen (insgesamt 45) | 45                                     | Humlan Djojj                           | Somna med Humlan Djojj                                  | – |
| 41. Woche 1 Woche | 1                                      | Coldplay                               | Moon Music                                              | – |
| 42. Woche 1 Woche (insgesamt 45) | 45                                     | Humlan Djojj                           | Somna med Humlan Djojj                                  | – |
| 43. Woche 1 Woche | 1                                      | Thåström                               | Somliga av oss                                          | – |
| 44. Woche 1 Woche | 1                                      | Benjamin Ingrosso                      | Pink Velvet Theatre                                     | – |
| 45. Woche 1 Woche | 1                                      | The Cure                               | Songs of a Lost World                                   | – |
| 46. Woche 1 Woche (insgesamt 45) | 45                                     | Humlan Djojj                           | Somna med Humlan Djojj                                  | – |
| 47. Woche 1 Woche | 1                                      | Jireel                                 | Yemaya                                                  | – |
| 48. Woche 1 Woche | 1                                      | Kendrick Lamar                         | GNX                                                     | – |
| 49.–51. Woche 3 Wochen (insgesamt 45) | 45                                     | Humlan Djojj                           | Somna med Humlan Djojj                                  | – |
| 52. Woche 1 Woche (insgesamt 6) | 6                                      | Michael Bublé                          | Christmas                                               | – |